# La Petite Bande
La Petite Bande è un'orchestra fiamminga che si occupa di esecuzioni di musica del periodo barocco e classico su strumenti originali dell'epoca.

## Storia
È stata fondata nel 1972 da Sigiswald Kuijken su richiesta della casa discografica tedesca Deutsche Harmonia Mundi per registrare, sotto la direzione di Gustav Leonhardt, la musica del Bourgeois gentilhomme composta da Jean-Baptiste Lully. L'orchestra deve il suo nome e la composizione del suo organico dagli strumenti dell'orchestra di cui disponeva lo stesso Lully alla corte di Luigi XIV.
Il principio conduttore di questa orchestra è quello della prassi filologica esecutiva, ovvero la prerogativa di eseguire le partiture nello stesso modo in cui erano interpretate all'epoca della loro composizione e su strumenti originali o loro copie fedeli.
Le registrazioni effettuate dall'ensemble hanno avuto un tale successo tanto da farne diventare un'orchestra permanente con un ampio repertorio di incisioni discografiche che comprende brani di musica barocca italiana e di musica classica in genere.
La direzione dell'orchestra è stata affidata a Gustav Leonhardt e Sigiswald Kuijken, quest'ultimo è poi diventato il direttore permanente del gruppo.
Nel 1993, la registrazione in forma di concerto di Così fan tutte di Mozart ha avuto particolari elogi in sede di critica così come anche per il successivo Don Giovanni del 1996 e per le Nozze di Figaro eseguite nel 1999.
Nel 2009  l'ensemble belga ha lanciato una petizione via web per sensibilizzare l'opinione pubblica intorno al rischio di chiusura dell'attività a fronte del mancato rinnovo del sostegno finanziario del ministero della cultura del governo fiammingo erogato attraverso le amministrazioni della Comunità fiamminga del Belgio e della Provincia del Brabante Fiammingo.

## Discografia
- 1973 – Jean-Baptiste Lully, Le Bourgeois Gentilhomme, dir. Gustav Leonhardt (Deutsche Harmonia Mundi)
- 1974 – André Campra, L'Europe Galante (extracts), dir. Gustav Leonhardt (Deutsche Harmonia Mundi)
- 1975 – Georg Muffat, Suites en Concerti Grossi (Deutsche Harmonia Mundi)
- 1977 – Arcangelo Corelli, Concerti Grossi Op. 6, nrs. 1–4 (Deutsche Harmonia Mundi)
- 1978 – Arcangelo Corelli, Concerti Grossi Op. 6, nrs. 6–12 (Deutsche Harmonia Mundi)
- 1978 – Jean-Philippe Rameau, Zaïs, con il Collegium Vocale, dir. Gustav Leonhardt  (WDR/Stil)
- 1979 – Jean-Philippe Rameau, Suite from "Hippolyte et Aricie" (Deutsche Harmonia Mundi)
- 1980 – Antonio Vivaldi, Quattro Stagioni (RCA/Seon)
- 1980 – Georg Friedrich Händel, Partenope (WDR/Deutsche Harmonia Mundi)
- 1981 – André Grétry, Le Jugement de Midas (extracts), dir. Gustav Leonhardt (WDR/Ricercar)
- 1981 – Jean-Philippe Rameau, Pygmalion, dir. Gustav Leonhardt (WDR/Deutsche Harmonia Mundi)
- 1982 – Johann Sebastian Bach, Orchestral Suites (Overtures) BWV 1066–1069 (WDR/Deutsche Harmonia Mundi)
- 1982 – Johann Sebastian Bach, Violinkonzerte BWV 1041–1043 (WDR/Deutsche Harmonia Mundi)
- 1982 – Christoph Willibald Gluck, Orfeo ed Euridice, con il Collegium Vocale  (Accent)
- 1983 – Joseph Haydn, Die Schöpfung, con il Collegium Vocale (Accent)
- 1984 – Jean-Philippe Rameau, Zoroastre, con il Collegium Vocale  (WDR/Deutsche Harmonia Mundi)
- 1985 – Georg Friedrich Händel, Alessandro (WDR/Deutsche Harmonia Mundi)
- 1986 – Johann Sebastian Bach, Mass in B minor (WDR/Deutsche Harmonia Mundi)
- 1986 – Wolfgang Amadeus Mozart, Davide penitente K. 469/Ave Verum Corpus K. 618, con il Nederlands Kamerkoor (WDR/Deutsche Harmonia Mundi)
- 1987 – Carl Philipp Emanuel Bach, Die Letzten Leiden des Erlösers, con il Collegium Vocale (WDR/Deutsche Harmonia Mundi)
- 1987 – Wolfgang Amadeus Mozart, Requiem (Live recording), con il Nederlands Kamerkoor (Accent)
- 1987 – Wolfgang Amadeus Mozart, Flute Concertos (WDR/Deutsche Harmonia Mundi)
- 1988 – Franz Joseph Haydn, L'Infedelta Delusa (WDR/Deutsche Harmonia Mundi)
- 1988 – Johann Sebastian Bach, St John Passion BWV 245 (WDR/Deutsche Harmonia Mundi)
- 1988 – Wolfgang Amadeus Mozart, Concert arias (Virgin Classics)
- 1989 – Franz Joseph Haydn, Symphonies 25, 52, 53 (Virgin Classics)
- 1989 – Franz Joseph Haydn, Symphonies 90, 91 (Virgin Classics)
- 1989 – Johann Sebastian Bach, Magnificat, con il Nederlands Kamerkoor (Virgin Classics)
- 1990 – Franz Joseph Haydn, Die Jahreszeiten (Virgin Classics)
- 1990 – Johann Sebastian Bach, Matthäuspassion, con il Tölzer Knabenchor, dir. Gustav Leonhardt (Deutsche Harmonia Mundi)
- 1992 – Franz Joseph Haydn, Symphonies 88, 89, 92 (Virgin Classics)
- 1993 – Franz Joseph Haydn, Symphonies 93, 94, 95 (Deutsche Harmonia Mundi)
- 1993 – Johann Sebastian Bach, Brandenburg Concertos I–VI (Deutsche Harmonia Mundi)
- 1993 – Johann Sebastian Bach, Motetten BWV 225–230 (Accent)
- 1993 – Wolfgang Amadeus Mozart, Così fan tutte (Live recording) (Accent)
- 1994 – Franz Joseph Haydn, Symphonies 96, 97, 98 (Deutsche Harmonia Mundi)
- 1994 – Johann Sebastian Bach, Cantatas 49, 58, 82 (Accent)
- 1995 – Franz Joseph Haydn, Harmoniemesse/Te Deum, con il Choeur de Chambre Namur (Deutsche Harmonia Mundi)
- 1995 – Franz Joseph Haydn, Symphonies 99, 100, 101 (Deutsche Harmonia Mundi)
- 1996 – Franz Joseph Haydn, Symphonies 102, 103, 104 (Deutsche Harmonia Mundi)
- 1996 – Wolfgang Amadeus Mozart, Don Giovanni (Live recording) (Accent)
- 1996 – Wolfgang Amadeus Mozart, Sinfonia Concertante K. 364, Violin Concerto K. 216 (Denon)
- 1997 – Giovanni Battista Pergolesi, La Serva Padrona/Livieta e Tracollo
- 1997 – Jean-Baptiste Lully, Marc-Antoine Charpentier e Jean-Féry Rebel, Concert de Danse (Accent)
- 1997 – Wolfgang Amadeus Mozart, Violin Concerts K. 218–219 (Denon)
- 1998 – Wolfgang Amadeus Mozart, Violin Concerts K. 207–211; Concertone K. 190 (Denon)
- 1999 – Franz Joseph Haydn, Cello Concertos D major and C major (Deutsche Harmonia Mundi)
- 1999 – Wolfgang Amadeus Mozart, Le nozze di Figaro, con il Choeur de Chambre de Namur (Accent)
- 2000 – Heinrich Schütz, Weihnachtshistorie (Deutsche Harmonia Mundi)
- 2001 – Johann Sebastian Bach, Mass in B minor BWV 232 (Urtext)
- 2002 – Johann Sebastian Bach, Cantatas BWV 9, 94, 187 (Deutsche Harmonia Mundi)
- 2002 – Wolfgang Amadeus Mozart, Arias & Duets (Deutsche Harmonia Mundi)
- 2003 – Carl Philipp Emanuel Bach, Die Auferstehung und Himmelfahrt Jesu (Hyperion)
- 2004 – Johann Gottlieb Graun, Der Tod Jesu (Hyperion)
- 2004 – Johann Sebastian Bach, Motets BWV 225–229 (Challenge Records)
- 2005 – Johann Sebastian Bach, Cantatas Vol .1 - BWV 98, 180, 56, 55 (Accent)
- 2005 – Wolfgang Amadeus Mozart, Die Zauberflöte (Amati ami)
- 2006 – Johann Sebastian Bach, Cantatas Vol. 2 - BWV 177, 93, 135 (Accent)
- 2006 – Johann Sebastian Bach, Cantatas Vol. 3 - BWV 82, 178, 102 (Accent)
- 2007 – Wolfgang Amadeus Mozart, Cassations K. 63 – K. 99 and Divertimento K. 205 (Accent)
- 2007 – Johann Sebastian Bach, Cantatas Vol. 4 - BWV 16, 153, 65, 154 (Accent)
- 2007 – Johann Sebastian Bach, Cantatas Vol. 5 - BWV 179, 35, 164, 17 (Accent)
- 2008 – Claudio Monteverdi, Vespro della Beata Vergine SV 206 (Challenge Classics)
- 2008 – Johann Sebastian Bach, Cantatas Vol. 6 - BWV 18, 23, 1 (Accent)
- 2008 – Johann Sebastian Bach, Cantatas Vol. 7 - BWV 20, 2, 10 (Accent)
- 2009 – Johann Sebastian Bach, Mass in B minor BWV 232 (Challenge Classics)
- 2009 – Johann Sebastian Bach, Cantatas Vol. 8 - BWV 13, 73, 81, 144 (Accent)
- 2009 – Johann Sebastian Bach, Cantatas Vol. 9 - BWV 61, 36, 62, 132 (Accent)
- 2009 – Johann Sebastian Bach, Cantatas Vol. 10 - BWV 108, 86, 11, 4 (Accent)
- 2010 – Johann Sebastian Bach, Brandenburg Concertos BWV 1047–1051 (Accent)
- 2010 – Johann Sebastian Bach, Matthäuspassion BWV 244 (Challenge Classics)
- 2010 – Johann Sebastian Bach, Cantatas Vol. 11 - BWV 67, 9, 12 (Accent)
- 2010 – Johann Sebastian Bach, Cantatas Vol. 12 - BWV 138, 27, 47, 99 (Accent)
- 2011 – Antonio Vivaldi, Flute concertos (Accent)
- 2011 – Johann Sebastian Bach, Cantatas Vol. 13 - BWV 249, 6 (Accent)
- 2011 – Johann Sebastian Bach, Cantatas Vol. 14 - BWV 91, 57, 151, 122 (Accent)
- 2012 – Dieterich Buxtehude, Membra Jesu nostri BuxWV 75/Fried und Freudenreiche Hinfahrt BuxWV 76 (Accent)
- 2012 – Johann Sebastian Bach, Johannes Passion (Challenge Classics)
- 2012 – Johann Sebastian Bach, Cantatas Vol. 15 - BWV 52, 60, 116, 140 (Accent)
- 2012 – Franz Joseph Haydn, Die Tageszeiten: Symphonies 6, 7, 8 (Accent)